# 친사오보
친사오보(중국어: 秦少波, 병음: Qín Shăobō, 1982년 ~ )는 중국 광시 좡족 자치구 출신의 미국 영화 배우이다. 2001년 영화 《오션스 일레븐》으로 데뷔하여, 오션스 12, 오션스 13 시리즈에 중국인 곡예사 옌 역할로 연달아 출연하여 오션스의 동양인 감초로 이름을 알렸다.